# 강릉시·명주군·양양군
강릉시·명주군·양양군은 대한민국의 옛 국회의원 선거구이다. 당시 강원도 강릉시, 명주군, 양양군 지역을 관할했다.

## 역사
제11대 국회의원 선거를 앞두고 강릉시, 명주군 지역과 양양군 지역이 하나의 선거구를 구성하게 되면서 신설되었다.
제13대 국회의원 선거를 앞두고 강릉시 선거구와 명주군·양양군 선거구로 분리되면서 폐지되었다.

## 역대 국회의원
| 선거   | 정당 | 정당       | 1위 의원 | 정당 | 정당       | 2위 의원 |
| ------ | ---- | ---------- | -------- | ---- | ---------- | -------- |
| 1981년 |      | 민주정의당 | 이범준   |      | 한국국민당 | 이봉모   |
| 1985년 |      | 민주정의당 | 이범준   |      | 한국국민당 | 이봉모   |

## 역대 선거 결과

### 대한민국 제11대 국회의원 선거
|  | 55.01% |

|  | 28.08% |

|  | 16.89% |

### 대한민국 제12대 국회의원 선거
|  | 48.82% |

|  | 23.29% |

|  | 18.00% |

|  | 9.88% |